# Anópoli (Héraklion)
Anópoli (en grec moderne : Ανώπολη), ou Anópolis (katharévousa : Ανώπολις), est un village de Crète, en Grèce, appartenant au dème de Chersónissos et au nome d'Héraklion. Selon le recensement de 2011, sa population était de 261 habitants.